# Pausenbrot

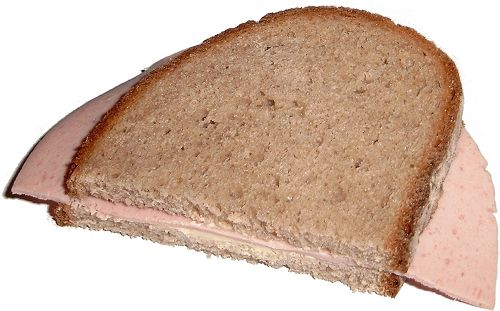
Wurstbrot

Als Pausenbrot, süddeutsch auch Vesper, in Österreich Jausenbrot, wird eine Zwischenmahlzeit bezeichnet, die Schulkinder in der Schule oder Berufstätige am Arbeitsplatz als zweites Frühstück zu sich nehmen und die aus Brot besteht, das mit Käse, Wurst oder anderem zum Verzehr aus der Hand geeignetem Belag belegt ist.

## Empfehlungen von Ernährungsberatern
Zusammen mit dem Frühstück sollte das Pausenbrot ein Drittel des täglichen Energiebedarfes eines Kindes decken. Der Verzicht auf das Pausenbrot, aber auch ungesunde Produkte als Pausenbrotersatz bzw. Pseudopausenbrot werden für Konzentrationsstörungen und einen Rückgang der Lernfähigkeit mitverantwortlich gemacht.
Ein ausgewogenes Pausenbrot sorgt für einen vorübergehend hohen Blutzuckerspiegel, der für eine maximale Leistungsfähigkeit des Gehirns notwendig sei. Deshalb empfehlen Ernährungsexperten das Pausenbrot aus Vollkornbrot, Roggen- oder Weizenvollkornbrötchen, belegt mit Käse oder Fruchtaufstrich. Neben dieser auch als Butterbrot bekannten Komponente hat das Pausenbrot weitere wichtige Bestandteile wie Getränke (Obstsaft, Kräuter- oder Fruchttee, Mineralwasser, Milch), frisches Müsli, Quark und Obst.
Abgeraten wird dagegen von süßem Gebäck oder anderen Süßigkeiten wie Schokoriegeln, da diese den Blutzuckerspiegel zwar kurzzeitig deutlich erhöhen, jedoch mit einem rasch folgenden Abfall des Spiegels verbunden sind, was wiederum zu Konzentrationsproblemen führt. Ähnliches gilt auch für einfaches Weißbrot, weshalb auch das klassische Sandwich kein vollwertiger Pausenbrotersatz ist. Jedoch empfehlen Ernährungsexperten, das Butterbrot durchaus im Stile eines Sandwiches mit Salat, Paprika oder Tomaten attraktiver zu machen.
Kritisiert wird, dass bei der vielfach üblichen Praxis des Pausenverkaufs, der sich vor allem an Kinder und Jugendliche wendet, die von zu Hause kein Pausenbrot mitbekommen, das Angebot durch Süßigkeiten und Limonaden dominiert wird, da diese einfacher gelagert werden können als Gebäck aus Vollkorn oder frisches Obst. Auch der geringere Arbeits- und Zeitaufwand zur Bereitstellung von Süßigkeiten gegenüber belegten Pausenbrötchen ist eine Ursache, weshalb an Schulen häufig eher ungesunde Pausensnacks angeboten werden. Daher stehen auch die Schulen in der Mitverantwortung für eine gesunde Ernährung der Schüler.

## Sonstiges
Viele Schweizer Bäckereien bieten ein Pausenbrötli genanntes Brötchen aus Vollkornmehl mit Nüssen und Rosinen an (ähnlich Müslibrötchen).
Nicht verzehrte Pausenbrote, die wieder mit nach Hause gebracht werden, um abends gegessen zu werden, werden in manchen Gegenden als Hasenbrot bezeichnet.
Das deutsche Comicduo Rattelschneck veröffentlichte bis 2012 in der Titanic den Comicstrip Stulli, das Pausenbrot. Stulli bezeichnet sich in jedem Comic als „schön mit Margarine beschmiert und dick mit Fleischsalat belegt“. Die Figur ist vom Wunsch besessen, aufgegessen zu werden, der ihm stets verwehrt bleibt. Die Formulierung „schön mit Margarine beschmiert und dick mit Fleischsalat belegt“ wurde zum geflügelten Wort.